# Нижньоісмаково
Нижньоісма́ково (рос. Нижнеисмаково, башк. Түбәнге Ысмаҡ) — присілок у складі Хайбуллінського району Башкортостану, Росія. Входить до складу Уфімської сільської ради.
Населення — 93 особи (2010; 105 в 2002).
Національний склад:
- башкири — 99%